# Bibliopègia antropodèrmica

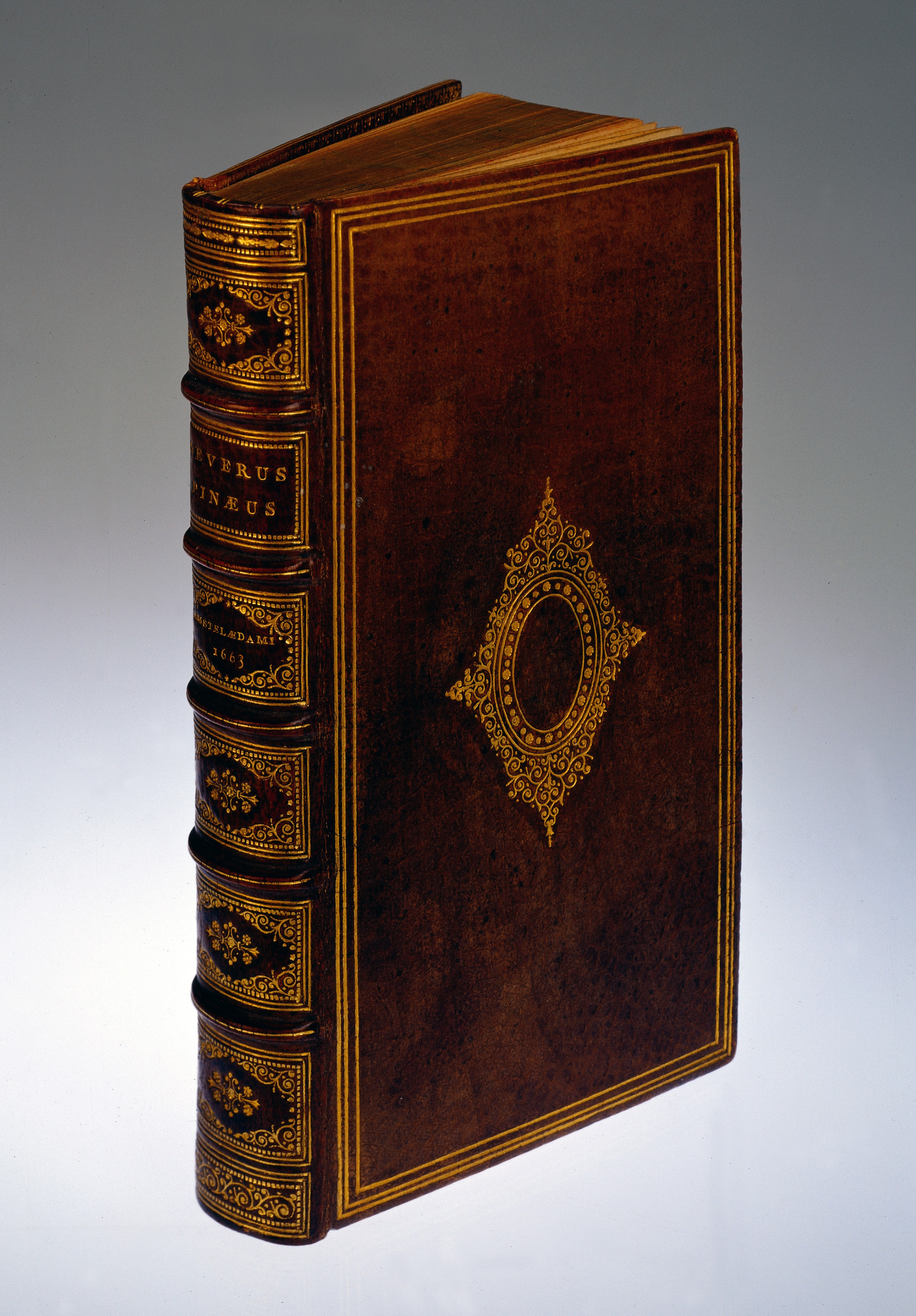
Enquadernació en pell humana feta per Marcelin Lortic al segle XIX.

La bibliopègia antropodèrmica és la pràctica d'enquadernar llibres amb pell humana. El 2022, The Anthropodermic Book Project ha examinat 31 de 50 llibres en institucions públiques que se suposa que tenen enquadernacions antropodèrmiques, dels quals 18 s'han confirmat com a humans i 13 s'ha demostrat que són de pell animal. Es tracta d'una pràctica molt inusual; sorgida entre els cercles mèdics europeus, va arribar al seu punt àlgid al segle xviii i va caure en desús després de la Segona Guerra Mundial.

## Etimologia
La locució està formada per dos cultismes d'origen grec: bibliopègia prové del nom grec βιβλίον, biblíon, "llibre" i del verb πήγνυμι, pégnymi, "lligar"; antropodèrmica prové dels noms grecs ἄνθρωπος, ánthropos, "ésser humà" i δέρμα, dérma, "pell".

## Un exemple
Un exemple de llibre enquadernat seguint aquesta pràctica és Narració de la vida de James Allen (anglès: Narrative of the Life of James Allen), un llibre autobiogràfic escrit per James Allen a la presó i publicat a Boston l'any 1837. A la portada hi consta una inscripció en llatí que diu Hic liber Waltonis cute compactus est: "Aquest llibre ha sigut imprès amb la pell de Walton" (un àlies de l'autor). Una còpia del llibre es troba actualment a l'Ateneu de Boston, que certifica al seu catàleg web que l'enquadernació es va fer amb pell humana.

## En la cultura popular
Als relats de l'escriptor de terror H. P. Lovecraft apareix sovint el Necronomicon, un llibre fictici amb encanteris manuscrits que està enquadernat seguint aquest procediment.